# 大津市立南郷小学校
大津市立南郷小学校（おおつしりつ なんごうしょうがっこう）は、滋賀県大津市南郷1丁目にある公立小学校。

## 沿革
- 1979年（昭和54年）4月1日 - 開校。

## 通学区域と進学先中学校
出典

### 通学区域
- 千町一丁目、千町二丁目、千町三丁目、千町四丁目、南郷一丁目、南郷二丁目、南郷三丁目、南郷四丁目、南郷五丁目、南郷六丁目、南郷上山町、赤尾町、石山千町、石山内畑町、石山外畑町、石山南郷町

### 進学先中学校
公立学校に進学する場合
- 大津市立南郷中学校

## 著名な出身者
- 藪本雅子 - フリーアナウンサー、記者、元日本テレビアナウンサー・報道局記者、元DORAメンバー

## 周辺
- 県職業能力検定協会 - 大津市道をはさんで、南側に隣接。
- 宇治発電所放水路
- 大津市立南老人福祉センター
- 大津市消防局南消防署南郷分団
- 大津市役所南郷支所
- 大津市立南郷公園
- 国道422号線
- 瀬田川